# 국도 제18호선
국도 제18호선 (國道第十八號)은 전라남도 진도군 군내면 금골 교차로에서 구례군 마산면 화엄사를 잇는 대한민국의 일반 국도이다. 해당 도로는 1981년 3월 14일 노선이 공식적으로 국도로 지정되었다.

## 연혁
- 1981년 3월 14일 : 국도 제18호선 진도 ~ 구례선 신설[1]
- 1981년 5월 30일 : 대통령령 제10247호 일반국도노선지정령 개정에 따라 신설된 187 km 구간으로 도로구역 결정[2]
- 1981년 8월 17일 : 국도로 승격된 진도군 임회면 팽목리 ~ 해남군 해남읍 성내리 73.993 km 구간, 해남군 옥천면 영춘리 ~ 강진군 강진읍 서성리 16.038 km 구간, 장흥군 장흥읍 건산리 ~ 승주군 송광면 월산리 67.752 km 구간, 곡성군 석곡면 석곡리 ~ 오곡면 압록리 16.702 km 구간, 승주군 황전면 용림리 ~ 구례군 구례읍 봉동리 6.476 km 구간, 구례군 마산면 냉천리 ~ 황전리 6.128 km 구간 개통[3]
- 1994년 1월 18일 : 황산우회도로(해남군 황산면 남이리 ~ 우항리) 2.34km 구간 확장 개통[4]
- 1998년 4월 14일 : 정자교(보성군 보성읍 용문리 ~ 보성군 미력면 도개리) 1.44 km 구간 개통[5]
- 1999년 12월 31일 : 목사동1교(곡성군 목사동면 평리 ~ 죽곡면 연화리) 520m 구간 재가설 개통, 기존 220m 구간 폐지[6]
- 2000년 10월 16일 : 진도우회도로(진도군 진도읍 포산리 ~ 동외리) 4.08 km 구간 확장 개통, 기존 1.97 km 구간 폐지[7]
- 2001년 8월 3일 : 해남 ~ 옥천간 도로(해남군 해남읍 남외리 ~ 옥천면 영신리) 12.2 km 구간 확장 개통[8]
- 2003년 7월 14일 : 진도군 군내면 월가리 ~ 둔전리 5.63km 구간 확장 개통, 기존 8.45km 구간 폐지[9]
- 2004년 12월 31일 : 해남군 황산면 송호리 ~ 해남읍 호천리 12.99km 구간 확장 개통[10]
- 2005년 1월 30일 : 진도군 임회면 삼막리 1.2km 구간 개량 개통[11]
- 2005년 12월 14일 : 제2진도대교(진도군 군내면 녹진리 ~ 해남군 문내면 학동리) 1.2km 구간 개통[12]
- 2007년 12월 28일 : 해남군 문내면 학동리 ~ 황산면 송호리 17.37 km 구간 확장 개통, 기존 18.63 km 구간 폐지[13]
- 2008년 1월 30일 : 보성군 미력면 초당리 ~ 덕림리 3.65 km 구간 확장 개통[14]
- 2008년 3월 31일 : 장흥군 안양면 사촌리 ~ 보성군 회천면 전일리 4.28 km 구간 확장 개통, 기존 2.86 km 구간 폐지[15]
- 2009년 7월 28일 : 보성군 보성읍 봉산리 3.51 km 구간 확장 개통, 기존 보성군 보성읍 봉산리 ~ 미력면 도개리 13.16 km 구간 폐지[16]
- 2009년 12월 30일 : 강진군 도암면 계라리 ~ 강진읍 서성리 7.04 km 구간 임시 개통[17]
- 2010년 5월 27일 : 2012년 5월까지 진도 임회교(진도군 임회면 석교리) 개축공사를 위해 44m 구간 도로구역 변경[18]
- 2015년 3월 27일 : 국도 이설로 시점을 진도군 고군면 오일시삼거리에서 군내면 금골 교차로로 변경[19]
- 2015년 4월 23일 : 군내 ~ 고군간 도로(진도군 군내면 둔전리 ~ 녹진리) 5.13 km 구간 확장 개통[20], 기존 5.8 km 구간 폐지[21]
- 2018년 6월 18일 : 제2진도대교 교면 전면 재포장으로 인해 2018년 7월 17일까지 통행 제한[22]
- 2021년 12월 31일 : 해남 옥천 ~ 강진 도암간 도로(해남군 옥천면 영춘리 ~ 강진군 도암면 지석리) 4.7 km 구간 2022년 2월 17일까지 임시 개통[23]
- 2022년 3월 31일 : 해남 옥천 ~ 강진 도암간 도로(해남군 옥천면 영춘리 ~ 강진군 도암면 지석리) 5.7 km 구간 개량 개통, 기존 해남군 옥천면 영춘리 ~ 강진군 도암면 지석리 총 4.63 km 구간 폐지[24], 화엄사 진입도로(구례군 마산면 광평리 ~ 황전리) 3.8 km 구간 확장 개통, 기존 구례군 마산면 냉천리 ~ 마산리 2.3 km 구간 폐지[25]

## 주요 경유지
전라남도
- 진도군 (군내면 · 고군면 · 의신면 · 임회면 · 진도읍 · 군내면) - 해남군 (문내면 · 황산면 · 마산면 · 해남읍 · 옥천면) - 강진군 (도암면 · 강진읍 · 군동면) - 장흥군 (장흥읍 · 안양면) - 보성군 (회천면 · 보성읍 · 미력면 · 복내면 · 문덕면) - 순천시 (송광면 · 주암면) - 곡성군 (목사동면 · 죽곡면 · 오곡면 · 죽곡면) - 순천시 황전면 - 구례군 (문척면 · 구례읍 · 마산면)

## 노선
전 노선 모두 전라남도에 위치하고 있다.
| 이름                                            | 접속 노선                                                      | 소재지                               | 소재지                                                                   | 비고                                                   |
| ----------------------------------------------- | -------------------------------------------------------------- | ------------------------------------ | ------------------------------------------------------------------------ | ------------------------------------------------------ |
| 금골 교차로                                     | 국도 제18호선 (진도대로)                                       | 진도군                               | 군내면                                                                   | 기점                                                   |
| 세등삼거리                                      | 벽파진로                                                       | 진도군                               | 군내면                                                                   |                                                        |
| 챙재                                            | 송산길                                                         | 진도군                               | 군내면                                                                   |                                                        |
| 오일시삼거리                                    | 오일시1길                                                      | 진도군                               | 고군면                                                                   |                                                        |
| 고성삼거리                                      | 오일시2길                                                      | 진도군                               | 고군면                                                                   |                                                        |
| 고군면소재지 (오산초등학교)                     | 내산로                                                         | 진도군                               | 고군면                                                                   |                                                        |
| 지막삼거리                                      | 지방도 제801호선 (하율길)                                      | 진도군                               | 고군면                                                                   |                                                        |
| 모사삼거리                                      | 모사길                                                         | 진도군                               | 고군면                                                                   |                                                        |
| 향동삼거리                                      | 운림산방로                                                     | 진도군                               | 고군면                                                                   |                                                        |
| 가계삼거리                                      | 가계길                                                         | 진도군                               | 고군면                                                                   |                                                        |
| 회동삼거리                                      | 회동길                                                         | 진도군                               | 고군면                                                                   |                                                        |
| 의동초등학교                                    |                                                                | 진도군                               | 의신면                                                                   |                                                        |
| 의신면소재지                                    | 돈지로                                                         | 진도군                               | 의신면                                                                   |                                                        |
| 의신중학교                                      |                                                                | 진도군                               | 의신면                                                                   |                                                        |
| 의신면돈지리                                    | 죽엽돈지로                                                     | 진도군                               | 의신면                                                                   |                                                        |
| 거룡삼거리                                      | 용호거룡로                                                     | 진도군                               | 의신면                                                                   |                                                        |
| 의신초등학교 명금분교 (폐교)                    |                                                                | 진도군                               | 의신면                                                                   |                                                        |
| 의신면금갑리                                    | 지방도 제803호선 (접도로)                                      | 진도군                               | 의신면                                                                   | 지방도 제803호선과 중복                                |
| 국립남도국악원                                  |                                                                | 진도군                               | 임회면                                                                   | 지방도 제803호선과 중복                                |
| 귀성삼거리                                      | 아리랑길                                                       | 진도군                               | 임회면                                                                   | 지방도 제803호선과 중복                                |
| 나절로미술관 (구 상만초등학교)                  |                                                                | 진도군                               | 임회면                                                                   | 지방도 제803호선과 중복                                |
| 중만리마을회관                                  |                                                                | 진도군                               | 임회면                                                                   | 지방도 제803호선과 중복                                |
| 배중손사당                                      | 임회산동길                                                     | 진도군                               | 임회면                                                                   | 지방도 제803호선과 중복                                |
| 굴포삼거리                                      | 굴포길                                                         | 진도군                               | 임회면                                                                   | 지방도 제803호선과 중복                                |
| 남선삼거리                                      | 남선길                                                         | 진도군                               | 임회면                                                                   | 지방도 제803호선과 중복                                |
| 동령개삼거리                                    | 동령개길                                                       | 진도군                               | 임회면                                                                   | 지방도 제803호선과 중복                                |
| 남도석성앞 (남도석성)                           | 남도석성로                                                     | 진도군                               | 임회면                                                                   | 지방도 제803호선과 중복                                |
| 서망삼거리                                      | 서망항길                                                       | 진도군                               | 임회면                                                                   | 지방도 제803호선과 중복                                |
| 팽목삼거리                                      | 진도항길                                                       | 진도군                               | 임회면                                                                   | 지방도 제803호선과 중복                                |
| 진구지삼거리                                    | 지방도 제803호선 (진구지길)                                    | 진도군                               | 임회면                                                                   | 지방도 제803호선과 중복                                |
| 석성삼거리                                      | 남도석성로                                                     | 진도군                               | 임회면                                                                   |                                                        |
| 백동삼거리                                      | 백동길                                                         | 진도군                               | 임회면                                                                   |                                                        |
| 신동삼거리                                      | 임회신동길                                                     | 진도군                               | 임회면                                                                   |                                                        |
| 송월삼거리                                      |                                                                | 진도군                               | 임회면                                                                   |                                                        |
| 석교삼거리                                      | 십일시길                                                       | 진도군                               | 임회면                                                                   |                                                        |
| 염장삼거리                                      | 염장길                                                         | 진도군                               | 진도읍                                                                   |                                                        |
| 포서삼거리                                      | 섬바위칠전로                                                   | 진도군                               | 진도읍                                                                   |                                                        |
| 포서교                                          |                                                                | 진도군                               | 진도읍                                                                   |                                                        |
| 포산삼거리                                      | 포구1길                                                        | 진도군                               | 진도읍                                                                   |                                                        |
| 포산 교차로                                     | 조금시장길                                                     | 진도군                               | 진도읍                                                                   |                                                        |
| 남동 교차로 (진도공용터미널)                    | 남문길                                                         | 진도군                               | 진도읍                                                                   |                                                        |
| 진도향토문화회관                                |                                                                | 진도군                               | 진도읍                                                                   |                                                        |
| 동외 교차로                                     | 동외1길                                                        | 진도군                               | 진도읍                                                                   |                                                        |
| 진도고교앞 교차로 (진도고등학교)                | 정거름재길 동외4길                                             | 진도군                               | 진도읍                                                                   |                                                        |
| 군내 교차로                                     | 가흥로                                                         | 진도군                               | 군내면                                                                   | 상행 진출 불가 하행 진입 불가                          |
| 진도터널                                        |                                                                | 진도군                               | 군내면                                                                   | 연장 620m                                              |
| 금골 교차로                                     | 국도 제18호선 (둔전길) 진도대로                                | 진도군                               | 군내면                                                                   |                                                        |
| 녹진 교차로                                     | 지방도 제801호선 (명량대첩로) 지방도 제803호선 (진도대로)      | 진도군                               | 군내면                                                                   | 지방도 제801, 803호선과 중복                           |
| 진도대교                                        |                                                                | 진도군                               | 군내면                                                                   | 지방도 제801, 803호선과 중복                           |
|                                                 | 해남군                                                         | 문내면                               |                                                                          | 지방도 제801, 803호선과 중복                           |
| 우수영관광지입구 교차로                         | 해남군                                                         | 문내면                               | 안골길                                                                   | 지방도 제801, 803호선과 중복                           |
| (우수영충전소)                                  | 해남군                                                         | 문내면                               | 명량로                                                                   | 지방도 제801, 803호선과 중복                           |
| 충무교 우수영교                                 | 해남군                                                         | 문내면                               |                                                                          | 지방도 제801, 803호선과 중복                           |
| 우수영 교차로                                   | 해남군                                                         | 문내면                               | 국도 제77호선 지방도 제801호선 (관광레저로) 지방도 제803호선 (공룡대로)  | 국도 제77호선과 중복 지방도 제801, 803호선과 중복      |
| 사교 교차로                                     | 해남군                                                         | 문내면                               | 명량로                                                                   | 국도 제77호선과 중복                                   |
| 관춘 교차로                                     | 해남군                                                         | 명량로                               | 황산면                                                                   | 국도 제77호선과 중복                                   |
| 남리 교차로                                     | 해남군                                                         | 국도 제77호선 (고천암로)             | 황산면                                                                   | 국도 제77호선과 중복                                   |
| 원호 교차로                                     | 해남군                                                         | 명량로                               | 황산면                                                                   |                                                        |
| 마산 교차로                                     | 해남군                                                         | 지방도 제806호선 (명량로)            | 마산면                                                                   | 지방도 제806호선과 중복                                |
| 복평교                                          | 해남군                                                         |                                      | 마산면                                                                   | 지방도 제806호선과 중복                                |
|                                                 | 해남군                                                         | 해남읍                               |                                                                          | 지방도 제806호선과 중복                                |
| 해남 교차로                                     | 해남군                                                         | 국도 제13호선 (땅끝대로)             | 국도 제13호선과 중복 지방도 제806호선과 중복                             |                                                        |
| 평동 교차로                                     | 해남군                                                         | 지방도 제806호선 (고산로)            | 국도 제13호선과 중복 지방도 제806호선과 중복                             |                                                        |
| 신안 교차로                                     | 해남군                                                         | 영빈로                               | 국도 제13호선과 중복 상행 진출 불가 하행 진입 불가                       |                                                        |
| 신안교                                          | 해남군                                                         |                                      | 국도 제13호선과 중복                                                     |                                                        |
| 해남터널                                        | 해남군                                                         |                                      | 국도 제13호선과 중복 연장 650m                                           |                                                        |
| 해남터널                                        | 해남군                                                         | 옥천면                               | 국도 제13호선과 중복 연장 650m                                           |                                                        |
| 송운 교차로                                     | 해남군                                                         | 국도 제13호선 (공룡대로)             | 국도 제13호선과 중복                                                     |                                                        |
| 영춘 교차로                                     | 해남군                                                         | 해남로                               |                                                                          |                                                        |
| 향촌 교차로                                     | 해남군                                                         | 해강로                               |                                                                          |                                                        |
| 성산교                                          | 해남군                                                         |                                      |                                                                          |                                                        |
| 마등 교차로                                     | 해남군                                                         | 해강로 마등길                        |                                                                          |                                                        |
| 성산 교차로                                     | 해남군                                                         | 옥천로                               |                                                                          |                                                        |
| 동령 교차로                                     | 지방도 제819호선 (지석로)                                      | 강진군                               | 도암면                                                                   | 지방도 제819호선과 중복                                |
| 지석 교차로                                     | 지석마을길                                                     | 강진군                               | 도암면                                                                   | 지방도 제819호선과 중복                                |
| 계라 교차로                                     | 국가지원지방도 제55호선 지방도 제819호선 (백도로) 해강로       | 강진군                               | 도암면                                                                   | 국가지원지방도 제55호선과 중복 지방도 제819호선과 중복 |
| 신천 교차로                                     | 해강로                                                         | 강진군                               | 강진읍                                                                   | 국가지원지방도 제55호선과 중복 하행만 진출입 가능      |
| 호산 교차로                                     | 덕남로                                                         | 강진군                               | 강진읍                                                                   | 국가지원지방도 제55호선과 중복                         |
| 평동 교차로                                     | 국도 제2호선 (녹색로) 지방도 제829호선 (보은로)                | 강진군                               | 강진읍                                                                   | 국도 제2호선과 중복 국가지원지방도 제55호선과 중복     |
| 남포 교차로                                     | 남당로 남포길                                                  | 강진군                               | 강진읍                                                                   | 국도 제2호선과 중복 국가지원지방도 제55호선과 중복     |
| 목리1교                                         |                                                                | 강진군                               | 강진읍                                                                   | 국도 제2호선과 중복 국가지원지방도 제55호선과 중복     |
|                                                 | 군동면                                                         | 강진군                               |                                                                          | 국도 제2호선과 중복 국가지원지방도 제55호선과 중복     |
| 목리 교차로                                     | 국도 제23호선 (청자로)                                         | 강진군                               |                                                                          | 국도 제2호선과 중복 국가지원지방도 제55호선과 중복     |
| 탐진교                                          |                                                                | 강진군                               |                                                                          | 국도 제2호선과 중복 국가지원지방도 제55호선과 중복     |
| 군동 교차로                                     | 석교로 군동평리길                                              | 강진군                               |                                                                          | 국도 제2호선과 중복 국가지원지방도 제55호선과 중복     |
| 평창교                                          |                                                                | 강진군                               |                                                                          | 국도 제2호선과 중복 국가지원지방도 제55호선과 중복     |
|                                                 | 장흥군                                                         | 장흥읍                               |                                                                          | 국도 제2호선과 중복 국가지원지방도 제55호선과 중복     |
| 탐진2교                                         | 장흥군                                                         | 장흥읍                               |                                                                          | 국도 제2호선과 중복 국가지원지방도 제55호선과 중복     |
| 순지 교차로                                     | 장흥군                                                         | 장흥읍                               | 국도 제23호선 국가지원지방도 제55호선 (장흥대로)                         | 국도 제2호선과 중복 국가지원지방도 제55호선과 중복     |
| 평화교                                          | 장흥군                                                         | 장흥읍                               |                                                                          | 국도 제2호선과 중복                                    |
| 향양 교차로                                     | 장흥군                                                         | 장흥읍                               | 국도 제2호선 (녹색로)                                                    | 국도 제2호선과 중복                                    |
| 기산삼거리                                      | 장흥군                                                         | 기산길 우드랜드길                    | 안양면                                                                   |                                                        |
| 수양삼거리                                      | 장흥군                                                         | 국도 제77호선 (용안로)               | 안양면                                                                   | 국도 제77호선과 중복                                   |
| 운정사거리                                      | 장흥군                                                         | 안양로                               | 안양면                                                                   | 국도 제77호선과 중복                                   |
| 사촌 교차로                                     | 장흥군                                                         | 수문용곡로                           | 안양면                                                                   | 국도 제77호선과 중복                                   |
| 신촌 교차로                                     | 장흥군                                                         | 안양로                               | 안양면                                                                   | 국도 제77호선과 중복                                   |
| 수락 교차로                                     | 장흥군                                                         | 수문용곡로 수락길                    | 안양면                                                                   | 국도 제77호선과 중복                                   |
| 수문터널                                        | 장흥군                                                         |                                      | 안양면                                                                   | 국도 제77호선과 중복 연장 180m                         |
| 용곡 교차로                                     | 장흥군                                                         | 지방도 제819호선 (수문용곡로)        | 안양면                                                                   | 국도 제77호선과 중복                                   |
| 회령삼거리                                      | 지방도 제845호선 (남부관광로)                                  | 보성군                               | 회천면                                                                   | 국도 제77호선과 중복                                   |
| 회령삼거리                                      | 지방도 제895호선 (일림로)                                      | 보성군                               | 회천면                                                                   | 국도 제77호선과 중복                                   |
| 밤고개삼거리                                    | 지방도 제845호선 (남부관광로)                                  | 보성군                               | 회천면                                                                   | 국도 제77호선과 중복                                   |
| 봇재 교차로                                     | 보성녹차밭                                                     | 보성군                               | 회천면                                                                   | 국도 제77호선과 중복                                   |
| 온수 교차로                                     |                                                                | 보성군                               | 보성읍                                                                   | 국도 제77호선과 중복                                   |
| 장수 교차로                                     | 국도 제2호선 (녹색로)                                          | 보성군                               | 보성읍                                                                   | 국도 제2, 77호선과 중복                                |
| 초당 교차로 (초당1교)                           | 국도 제2호선 국도 제77호선 (녹색로) 홍성로                     | 보성군                               | 미력면                                                                   | 국도 제2, 77호선과 중복                                |
| 초당2교 초당3교 반용교 반용1교                  |                                                                | 보성군                               | 미력면                                                                   |                                                        |
| (생태통로)                                      |                                                                | 보성군                               | 미력면                                                                   | 연장 약 25m                                            |
| 덕림 교차로                                     | 지방도 제843호선 (보성강로)                                    | 보성군                               | 미력면                                                                   |                                                        |
| 송림교 보성강교                                 |                                                                | 보성군                               | 미력면                                                                   |                                                        |
| 보성 나들목 (춘정 교차로)                       | 10호선 남해고속도로 국도 제29호선 (화보로)                     | 보성군                               | 미력면                                                                   |                                                        |
| 보성IC 교차로                                   | 송재로                                                         | 보성군                               | 미력면                                                                   |                                                        |
| 용정삼거리                                      | 지방도 제895호선 (용정길)                                      | 보성군                               | 미력면                                                                   |                                                        |
| 주암호생태습지                                  |                                                                | 보성군                               | 복내면                                                                   |                                                        |
| 복내사거리 복내면 행정복지센터                  | 국가지원지방도 제58호선 지방도 제845호선 (개기로)              | 보성군                               | 복내면                                                                   | 국가지원지방도 제58호선과 중복                         |
| 복내정류소                                      |                                                                | 보성군                               | 복내면                                                                   | 국가지원지방도 제58호선과 중복                         |
| 복내중학교 보성정보통신고등학교                 |                                                                | 보성군                               | 복내면                                                                   | 국가지원지방도 제58호선과 중복                         |
| 복내중고교앞                                    | 국가지원지방도 제58호선 (동교길)                               | 보성군                               | 복내면                                                                   | 국가지원지방도 제58호선과 중복                         |
| 봉정교                                          |                                                                | 보성군                               | 복내면                                                                   |                                                        |
|                                                 | 문덕면                                                         | 보성군                               |                                                                          |                                                        |
| (이름 없음)                                     | 동소산길                                                       | 보성군                               |                                                                          |                                                        |
| 용암삼거리 (주암호조각공원) (서재필기념공원)    | 국도 제15호선 국가지원지방도 제15호선 (모후로)                 | 보성군                               | 국도 제15호선과 중복 국가지원지방도 제15호선과 중복                      |                                                        |
| 고인돌공원                                      |                                                                | 순천시                               | 국도 제15호선과 중복 국가지원지방도 제15호선과 중복                      | 송광면                                                 |
| 곡천교                                          |                                                                | 순천시                               | 국도 제15호선과 중복 국가지원지방도 제15호선과 중복                      | 송광면                                                 |
| 곡천삼거리                                      | 국도 제15호선 국도 제27호선 국가지원지방도 제15호선 (쌍향수길) | 순천시                               | 국도 제15호선과 중복 국도 제27호선과 중복 국가지원지방도 제15호선과 중복 | 송광면                                                 |
| 송광정류장                                      |                                                                | 순천시                               | 국도 제27호선과 중복                                                     | 송광면                                                 |
| (평촌)                                          | 지방도 제897호선 (후곡길)                                      | 순천시                               | 국도 제27호선과 중복 지방도 제897호선과 중복                             | 송광면                                                 |
| 송광사삼거리                                    | 지방도 제897호선 (송광사안길)                                  | 순천시                               | 국도 제27호선과 중복 지방도 제897호선과 중복                             | 송광면                                                 |
| 파인힐스CC                                      |                                                                | 순천시                               | 주암면                                                                   | 국도 제27호선과 중복                                   |
| 문길삼거리                                      | 국도 제22호선 국도 제27호선 (동주로)                           | 순천시                               | 주암면                                                                   | 국도 제22호선과 중복 국도 제27호선과 중복              |
| 순천주암중학교                                  |                                                                | 순천시                               | 주암면                                                                   | 국도 제22호선과 중복                                   |
| 창촌삼거리                                      | 국도 제22호선 (동주로)                                         | 순천시                               | 주암면                                                                   | 국도 제22호선과 중복                                   |
| 창촌보건진료소                                  |                                                                | 순천시                               | 주암면                                                                   |                                                        |
| 한울고등학교                                    |                                                                | 곡성군                               | 목사동면                                                                 |                                                        |
| 목사동면사무소                                  |                                                                | 곡성군                               | 목사동면                                                                 |                                                        |
| 평리삼거리                                      | 신숭겸로                                                       | 곡성군                               | 목사동면                                                                 |                                                        |
| 목사동제1교앞                                   | 강변로                                                         | 곡성군                               | 목사동면                                                                 |                                                        |
| 목사동1교                                       |                                                                | 곡성군                               | 목사동면                                                                 |                                                        |
|                                                 | 죽곡면                                                         | 곡성군                               |                                                                          |                                                        |
| 연화삼거리                                      | 대황강로                                                       | 곡성군                               |                                                                          |                                                        |
| 태평삼거리                                      | 오죽로                                                         | 곡성군                               |                                                                          |                                                        |
| 태안사삼거리                                    | 지방도 제840호선 (태안로)                                      | 곡성군                               |                                                                          |                                                        |
| 압록사거리                                      | 국도 제17호선 (섬진강로)                                       | 곡성군                               | 오곡면                                                                   | 국도 제17호선과 중복                                   |
| 압록교                                          |                                                                | 곡성군                               | 오곡면                                                                   | 국도 제17호선과 중복                                   |
|                                                 | 죽곡면                                                         | 곡성군                               |                                                                          | 국도 제17호선과 중복                                   |
| 조사교                                          |                                                                | 곡성군                               |                                                                          | 국도 제17호선과 중복                                   |
| 복호제1교                                       |                                                                | 순천시                               | 황전면                                                                   | 국도 제17호선과 중복                                   |
| 구례구역 (선변삼거리)                           | 섬진강로                                                       | 순천시                               | 황전면                                                                   | 국도 제17호선과 중복                                   |
| 구례교                                          |                                                                | 순천시                               | 황전면                                                                   | 국도 제17호선과 중복                                   |
|                                                 | 구례군                                                         | 구례읍                               |                                                                          | 국도 제17호선과 중복                                   |
| 검문소입구 교차로                               | 구례군                                                         | 구례읍                               | 섬진강로 신촌길                                                          | 국도 제17호선과 중복                                   |
| 산정교 전남자연과학고등학교 구례중학교 구례군청 | 구례군                                                         | 구례읍                               |                                                                          | 국도 제17호선과 중복                                   |
| (구례군청앞 회전교차로)                         | 구례군                                                         | 구례읍                               | 지방도 제861호선 (수달생태로) 봉성로                                     | 국도 제17호선과 중복                                   |
| 구례공영버스터미널                              | 구례군                                                         | 구례읍                               | 중앙로                                                                   | 국도 제17호선과 중복                                   |
| 구례종합사회복지관                              | 구례군                                                         | 구례읍                               |                                                                          | 국도 제17호선과 중복                                   |
| 서시교 남단                                     | 구례군                                                         | 구례읍                               | 서시천로                                                                 | 국도 제17호선과 중복                                   |
| 서시교                                          | 구례군                                                         | 구례읍                               |                                                                          | 국도 제17호선과 중복                                   |
|                                                 | 구례군                                                         | 마산면                               |                                                                          | 국도 제17호선과 중복                                   |
| 냉천 교차로                                     | 구례군                                                         | 국도 제17호선 국도 제19호선 (산업로) | 국도 제17호선과 중복 국도 제19호선과 중복                                |                                                        |
| 냉천삼거리                                      | 구례군                                                         | 화엄사로                             | 국도 제19호선과 중복                                                     |                                                        |
| 광평삼거리                                      | 구례군                                                         | 국도 제19호선 (섬진강대로)           | 국도 제19호선과 중복                                                     |                                                        |
| 광평 교차로                                     | 구례군                                                         | 광평길                               |                                                                          |                                                        |
| 효창수 교차로                                   | 구례군                                                         | 당몰샘로                             |                                                                          |                                                        |
| 광평교                                          | 구례군                                                         |                                      |                                                                          |                                                        |
| 가랑 교차로                                     | 구례군                                                         | 가랑길                               |                                                                          |                                                        |
| 마산청내 교차로                                 | 구례군                                                         | 마산5길                              |                                                                          |                                                        |
| 마산천교                                        | 구례군                                                         |                                      |                                                                          |                                                        |
| 정수장삼거리                                    | 구례군                                                         | 화엄사로                             |                                                                          |                                                        |
| 황전 교차로                                     | 구례군                                                         | 갑산길                               |                                                                          |                                                        |
| 마광삼거리                                      | 구례군                                                         | 한국통신로                           |                                                                          |                                                        |
| 화엄사                                          | 구례군                                                         |                                      |                                                                          |                                                        |

## 도로명
전라남도
- 진도군 군내면 금골 교차로 ~ 세등삼거리 : 둔전길
- 진도군 군내면 세등삼거리 ~ 오일시삼거리 : 오일시1길
- 진도군 고군면 오일시삼거리 ~ 군내면 금골 교차로 : 진도대로
- 진도군 군내면 금골 교차로 ~ 녹진 교차로 : 군내대로
- 진도군 군내면 녹진 교차로 ~ 진도대교 : 진도대로
- 해남군 문내면 진도대교 ~ 우수영 교차로 : 관광레저로
- 해남군 문내면 우수영 교차로 ~ 옥천면 송운 교차로 : 공룡대로
- 해남군 옥천면 송운 교차로 ~ 영춘삼거리 : 해남로
- 해남군 옥천면 영춘삼거리 ~ 강진군 도암면 계라 교차로 : 해강로
- 강진군 도암면 계라 교차로 ~ 강진읍 평동 교차로 : 강진서부로
- 강진군 강진읍 평동 교차로 ~ 장흥군 장흥읍 향양 교차로 : 녹색로
- 장흥군 장흥읍 향양 교차로 ~ 보성군 회천면 회령삼거리 : 남부관광로
- 보성군 회천면 회령삼거리 ~ 보성읍 장수 교차로 : 녹차로
- 보성군 보성읍 장수 교차로 ~ 초당 교차로 : 녹색로
- 보성군 보성읍 초당 교차로 ~ 미력면 보성 나들목 : 화보로
- 보성군 미력면 보성IC 교차로 ~ 문덕면 용암삼거리 : 송재로
- 보성군 문덕면 용암삼거리 ~ 순천시 송광면 곡천삼거리 : 고인돌길
- 순천시 송광면 곡천삼거리 ~ 주암면 문길삼거리 : 송광사길
- 순천시 주암면 문길삼거리 ~ 창촌삼거리 : 동주로
- 순천시 주암면 창촌삼거리 ~ 곡성군 죽곡면 연화삼거리 : 주목로
- 곡성군 죽곡면 연화삼거리 ~ 오곡면 압록사거리 : 대황강로
- 곡성군 오곡면 압록사거리 ~ 순천시 황전면 선변삼거리 : 섬진강로
- 순천시 황전면 선변삼거리 ~ 구례군 마산면 냉천 나들목 : 구례로
- 구례군 마산면 냉천 나들목 ~ 광평삼거리 : 섬진강대로
- 구례군 마산면 광평삼거리 ~ 정수장삼거리 : 화엄사1로
- 구례군 마산면 정수장삼거리 ~ 화엄사 : 화엄사로